# オーロラ (架空の軍用機)
SR-91 オーロラ
フライトシミュレーターで飛行するオーロラ
- 用途：戦略偵察機
- 設計者：ロッキード・マーティン（推測）
- 製造者：
- 運用者：アメリカ空軍
- 初飛行：1989年（推測）
- 運用状況：極秘に開発中?

オーロラ (またはSR-91 オーロラ 英語:SR-91 Aurora)は、アメリカ軍が極秘に開発していると噂される機体。
最も有力な仮説では、主力偵察機として使用してきたアメリカ空軍のSR-71が1998年に全機退役し、それに代わる軍用機として開発され、現在はエリア51などで実験的な運用、もしくは開発中であるマッハ5以上での極超音速飛行が可能といわれる戦略偵察機である。また、戦略爆撃機としての運用能力も持っているともいわれているが、現在も確証に足る証拠は得られておらず、あくまで噂の域を出ていない。

## 経緯

### 開発疑惑の発端

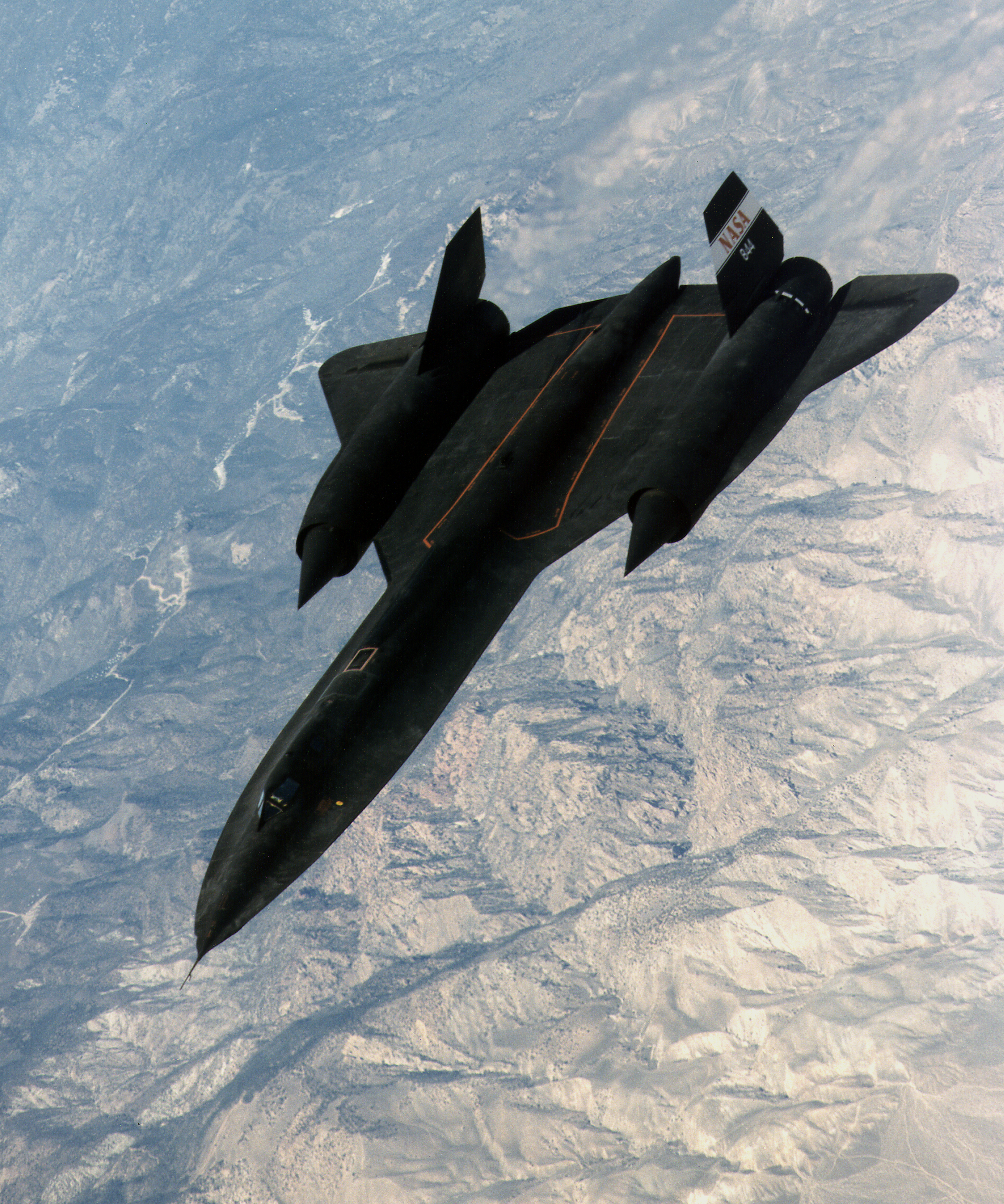
SR-71 ブラックバード戦略偵察機

オーロラ計画の疑惑が持ち上がったのは、1990年3月にアヴィエーション ウィーク&スペース テクノロジー誌が報じたニュースによるものであった。ニュースの内容は、「オーロラ計画」という名称でアメリカ合衆国の予算申請が1985年に行われている、というものであった。予算申請は、1987年のアメリカ合衆国会計年度に"黒い航空機計画 (Black aircraft PRODUCTION)"として4億5500万USドルが調達されるという事であった。なお、それは次世代軍用機のための研究開発ではなく、実機の開発や製作によるものであることが後に分かった。
しかし、アヴィエーション ウィーク誌が入手したドキュメントによれば、ロッキード・マーティン社のスカンクワークスの元ディレクターは、オーロラ計画は新型の航空機開発に関するものではなく、B-2爆撃機の開発のための、ノースロップ・グラマン社などに対する一部の資金調達のためのコードネームにすぎないとして、ロッキード・マーティンはこれを否定した。

### クリス・ギブソンによる目撃情報
技術者として北海周辺のガルベストンキーで働いている、英国防空監視隊（ROC）のメンバーの1人、クリス・ギブソンは、1989年8月に奇妙な光景を目撃した。彼の話によると、上空をKC-135と、KC-135に給油される二等辺三角形をした全翼機のような航空機、それを護衛すると見られる2機のF-111を目撃した。
この編隊が見えなくなるまでの数分間、彼は彼の友人とともにこの光景を観察した。彼は、それはF-117やミラージュ2000などではなかったと語っている。二等辺三角形の航空機は、ドーナッツ状の特徴的な飛行機雲を放出していたと語っている。編隊は巨大なソニックブーム（航空機が音速を超えるときに発生する騒音）を出していたから、見つけるのは容易だった。同様の光景は、アメリカ、ノルウェー、オランダなどでも目撃されている。

### ソニックブームの多発
一連のような謎のソニックブームは、1990年6月から1991年下旬にかけて、カリフォルニア州南部で連続的に発生した。このソニックブームによる震動は、アメリカ地質調査所センサーの220カ所のセンサーのうち、少なくとも25カ所のセンサーが探知していることが確認された。地質学者によれば、その震動の大きさは、6 - 10kmの高度をマッハ6程度の速度で飛行するレベルであったと見積もっている。
またロサンゼルス周辺では、同様のソニックブームやクリス・ギブソンによる目撃例に似た編隊が、1990年初頭から現在まで相次いで目撃されている。

### その他の目撃情報
- 1992年3月23日、スティーブン・ダグラスはドーナッツ状の飛行機雲を撮影した。彼はその事を、アヴィエーション ウィーク&スペース テクノロジー誌に報告し、その目撃情報は雑誌に掲載された。彼は、"ものすごく大きな騒音が聞こえた。その騒音はロケットエンジンと同じレベルと考えてもいいほどだった。"と報告している。以前から多く目撃されていたドーナッツ状の飛行機雲を撮影したとして、彼の目撃例は有名になった。
- 2006年3月、ヒストリーチャンネルは "An Alien History of Planet Earth"という番組を放送するが、その中で航空ジャーナリストのニック・クックが提示した衛星写真では、ネバダ州から大西洋にかけての広い範囲で特徴的な飛行機雲が写っている事を伝えた。写真の分析の結果、飛行していると見られる飛行機の速度はマッハ10.5と見積もられた。
- アヴィエーション ウィーク&スペース テクノロジー誌2006年3月6日号の「オーロラ」特集では「嘉手納基地に不明機が高速度・高降下率で緊急着陸し、すぐさま基地が一時閉鎖された」という事例が紹介されている。

## オーロラ計画の中止説
1995年1月にMilitary Spaceは、「チェイニー国防長官は1992年に、1機あたりのコストが10億ドルもかかるオーロラ計画を、予算上の問題で中止した」というニュースを公表した。また、それらの任務は無人航空機に受け継がれた、という説もある。実際に1992年から、オーロラと見られる航空機の目撃情報は減っている。また前述のように、オーロラ計画とは、B-2の資金調達のコードネームにすぎなかった、という意見もある。また、有力な説で、オーロラはロッキード・マーティン社などによって試作機が1機製造されたが、アメリカ空軍の運用条件を満たしていなかった事から、量産製造には至らなかった、というものがある。
しかし、ポピュラー サイエンス誌2006年10月号は「アメリカ空軍向けの予算で、説明が全くされていない90億ドルがある」ことを指摘している。1997年にはエリア51に近いフェニックスで、フェニックスの光が目撃されている。また、最近はサンディエゴで、オーロラと見られる目撃情報や謎のソニックブームが相次いでいる。

## 推測されるスペック
による推測
- 諸元

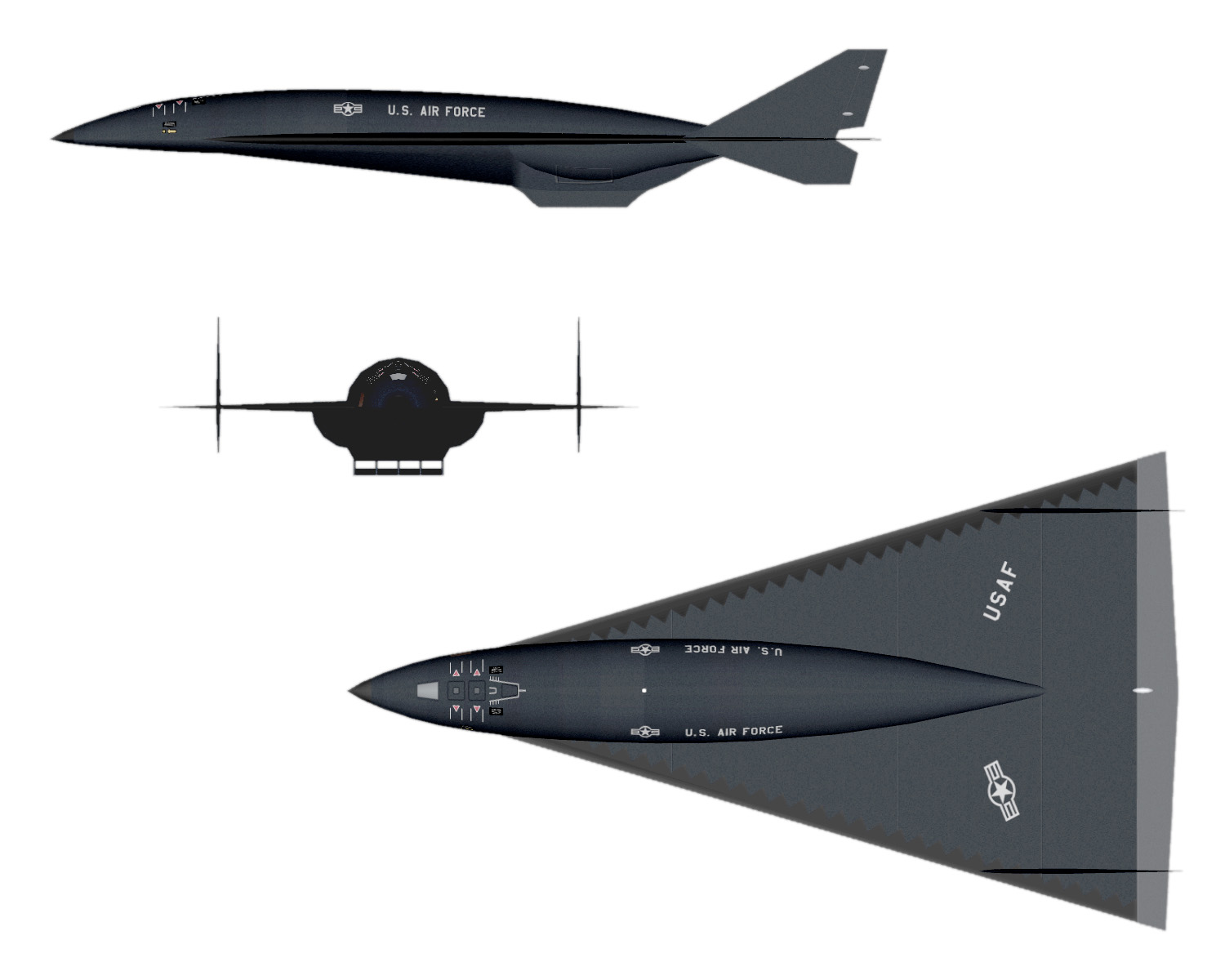
オーロラの3面図

  - 乗員: 2名（パイロット1名、偵察システム操作員1名）
  - 全長: 35 m
  - 全幅: 20 m
  - 全高: 6 m
  - 翼面積: 300 m²
  - 空虚重量: 29,480 kg
  - 最大離陸重量: 71,215 kg
  - 推力装置:
    - 低速飛行時: 4× アフターバーナー ターボファンエンジン
    - 高速飛行時: 4× ラムジェット、スクラムジェットエンジンもしくはパルスデトネーションエンジン（各エンジンが267kN）

- パフォーマンス
  - 最大速度: マッハ5-10
  - 航続距離: 15,000 km (8,000 nm)